# Laguna Coruto
La laguna Coruto o Caruta es una laguna boliviana de agua salada alto-andina situada al sur del departamento de Potosí al sur del país, cerca a la Reserva Nacional de Fauna Andina Eduardo Abaroa, se encuentra en la zona de la Puna. Es alimentado por muchas fuentes termales. Presenta un clima seco, tiene unas dimensiones máximas de 5,3 km de largo por 4,9 km de ancho y una superficie entre 15 y 23 km² dependiendo de la estación seca o la estación de lluvias, se encuentra a una altitud de 4539 m s. n. m., es una de las lagunas más grandes de la zona se encuentra a 25 km de la laguna Kalina.